# Næstved (municipio)
Næstved es un municipio (kommune en danés) de la Región de Selandia situado en la isla de Selandia, al sur de Dinamarca. El municipio incluye la isla de Gavnø. Abarca un área de 681 km², y tiene una población total de 81.112 habitantes (2010). Su alcalde es Henning Jensen, un miembro de los Socialdemócratas (Socialdemokraterne). La localidad principal es Næstved, que es donde está el ayuntamiento.
El 1 de enero de 2007 la Kommunalreformen ("La Reforma Municipal" de 2007) fusionó el entonces municipio de Næstved con los antiguos municipios de Fladså, Fuglebjerg, Holmegaard y Suså para formar un nuevo municipio de Næstved, incrementando la población total del área urbana a más de 80.000 habitantes.

## Geografía
El municipio de Næstved linda al oeste con Slagelse, al norte con Sorø, al noreste con Ringsted, al este con Faxe y al sureste con Vordingborg. Al sur se encuentra con el Mar Báltico. Incluye los islotes de Gavnø, Enø, Lindholm y Skakholm, situados en el Fiordo de Karrebæk.

## Atractivos turísticos

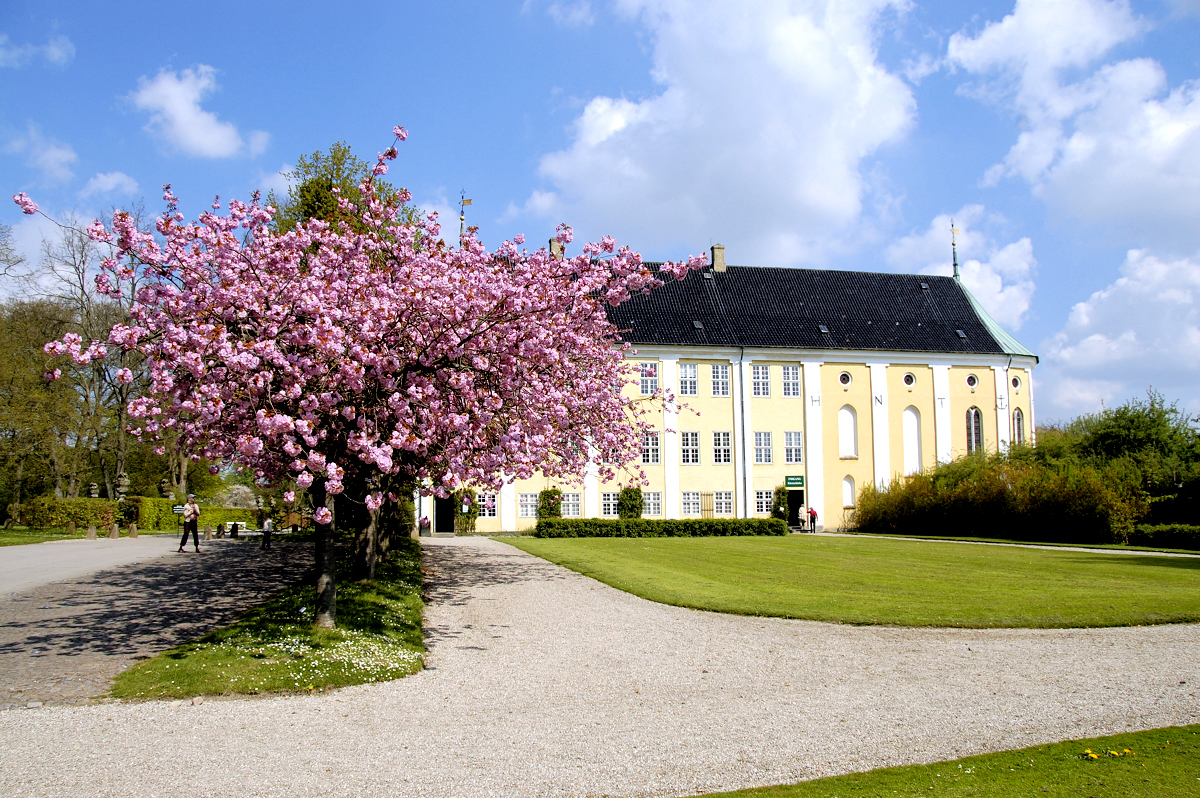
Castillo de Gavnø

- Castillo de Gavnø: Localizado en la isla de Gavnø, tiene un gran parque muy estético con exposiciones de flores de temporada. Se puede ver una magnífica exposición de bulbos de primavera durante el mes de mayo. El castillo cuenta con una extensa colección de cuadros. Además del castillo y de los jardines, hay una iglesia, colección viva de mariposas tropicales, y una colección de camiones de bomberos históricos. Está abierto desde la mitad de abril hasta finales de agosto.
- El barco Friheden ("Libertad"): Hace trayectos regulares de ida y vuelta desde mayo hasta agosto. La excursión de 2 horas y media empieza en el centro de Næstved, y va atravesando el Canal de Næstved hacia el Castillo de Gavnø, y pasa por Karrebæk Fjord hasta la localidad de Karrebæksminde antes de retornar a Næstved. Es posible desembarcar en Gavnø y Karrebæksminde.
- La Escuela Privada Herlufsholm es una de las escuelas privadas más antiguas de Dinamarca.
- Susåen ("El Río Susa"), la mayor vía fluvial y el río más largo de Selandia, atraviesa Næstved.

## Localidades
| Localidades más pobladas |                |                  |
| N.º                      | Localidades    | Población (2010) |
| 1                        | Næstved        | 38.729           |
| 2                        | Fensmark       | 4.837            |
| 3                        | Fuglebjerg     | 2.129            |
| 4                        | Glumsø         | 2.076            |
| 5                        | Mogenstrup     | 1.826            |
| 6                        | Karrebæksminde | 1.697            |
| 7                        | Tappernøje     | 1.557            |
| 8                        | Herlufmagle    | 1.315            |
| 9                        | Gelsted        | 1.309            |
| 10                       | Holme-Olstrup  | 1.198            |